# Ischnotoma (Ischnotoma) homochroa
Ischnotoma (Ischnotoma) homochroa is een tweevleugelige uit de familie langpootmuggen (Tipulidae). De soort komt voor in het Neotropisch gebied.